# WLB Kölner
Die „Kölner“ (offiziell als Reihe 10/90 bezeichnet) waren Fahrzeuge der AG der Wiener Lokalbahnen (WLB) zum Einsatz auf der Lokalbahn Wien–Baden. Ursprünglich wurden die Garnituren mit dem Spitznamen „Paula“ für die Kölner Verkehrsbetriebe gebaut, waren dort jedoch nur verhältnismäßig kurze Zeit im Einsatz.

## Ursprung
Die Fahrzeuge entstammen einem Förderprogramm für die notleidende Wirtschaft Westberlins. Die dort ansässige Deutsche Waggon- und Maschinenfabrik (DWM) offerierte in Zusammenarbeit mit den Siemens-Schuckert-Werken den Kölner Verkehrs-Betrieben Trieb- und Steuerwagen der Typen T39 und B39 für deren Vorortbahnen zu sehr günstigen Konditionen. 1957 bestellten die KVB daher 25 Trieb- und 21 Steuerwagen. Die Auslieferung dieser ursprünglich als Umbauprogramm deklarierten Fahrzeuge – in Wahrheit waren dies jedoch reine Neubauten – erfolgte zwischen Mai und Oktober 1958. Die von den DWM entwickelten Drehgestelle mussten aufgrund des unruhigen Laufs schon bald gegen eine andere Konstruktion getauscht werden. Die Stationierung der Fahrzeuge erfolgte in den Betriebsbahnhöfen Ost und Porz, der Einsatz in Garnituren zu maximal drei Wagen auf den Linien B, P und E7.
Nachdem immer mehr Vorortlinien in das Straßenbahnnetz einbezogen wurden, wurden die lediglich mit einem Mitteleinstieg ausgestatteten Fahrzeuge für die stark frequentierten Stadtlinien schnell unbrauchbar. Zudem konnten sie in Köln nicht auf schaffnerlosen Betrieb umgerüstet werden. Bis 1967/68 wurden die Wagen abgestellt, und die KVB suchten nach Abnehmern für die noch relativ neuwertigen Fahrzeuge. Mangels Interessenten wurde mit der Verschrottung der Wagen begonnen.

## Die „Kölner“ der WLB
In dieser Phase wurden die Wiener Lokalbahnen, welche gerade auf der Suche nach geeigneten Fahrzeugen zur Verjüngung ihrer Fahrzeugflotte waren, auf die Kölner Trieb- und Steuerwagen aufmerksam. In letzter Sekunde erwarben die WLB die noch vorhandenen neun Trieb- und sechs Steuerwagen zu einem Preis von umgerechnet 1800 Euro pro Stück inklusive Transport. Anfang März 1969 trafen die Fahrzeuge in Wien ein und wurden sofort erprobt.
Der Zustand der Fahrzeuge erforderte eine gründliche Revision, welche bei den ersten beiden Garnituren in den eigenen Werkstätten, bei den restlichen Fahrzeugen von Simmering-Graz-Pauker und der Werkstätte Inzersdorf der ISG durchgeführt wurde. Diese beinhaltete den Einbau eines Stromabnehmers auf den Steuerwagen sowie einer Starkstromkupplung zwischen den Wagen. Da diese schaffnerlos verkehren sollten, mussten zusätzlich elektro-pneumatische Türschließeinrichtungen, Türkontrolle, Notbremshebel und die entsprechende Beschilderung eingebaut werden. Die ursprünglich crémeweiße Lackierung wich dem bei den WLB üblichen blau-weißen Farbschema mit orangem Zierstreifen.
Ab April 1970 verkehrten die Garnituren als Reihe 10/90 mit den Betriebsnummern 11–19 (Triebwagen) und 91–96 (Steuerwagen) in Zwei- und Vierwagenzügen im Liniendienst und trugen in den folgenden Jahren die Hauptlast des Verkehrs zwischen Wien und Baden. Ab 1979 wurden sie durch die Lieferung der Reihe 100 zunehmend in den Verstärkerdienst verdrängt. Aufgrund des zunehmend schlechten Zustandes waren Anfang der 1980er Jahre größere Reparaturen notwendig, da nicht auf die Fahrzeuge verzichtet werden konnte. Der auch nach dem anfänglichen Drehgestelltausch nicht besonders ruhige Lauf konnte nie beseitigt werden. Anfang der 1990er Jahre wurden die „Kölner“ abgestellt, im Jahr 1992 endete der Steuerwagenbetrieb und am 23. Oktober 1993 wurde der letzte „Kölner“ aus dem Verkehr gezogen.

## Technische Merkmale
Die Trieb- und Steuerwagen waren von gleichen Dimensionen und besaßen einen geschweißten, selbsttragenden Wagenkasten in Leichtbauweise. Die Fahrzeuge waren über Kupplung 14,4 m lang und 2,32 m breit, die beiden Drehgestelle wiesen einen Achsstand von 1800 mm auf. Der Drehzapfenabstand betrug 7300 mm. Die Triebwagen wogen 18,2 Tonnen, die Beiwagen 12,3 Tonnen. Die Wagen waren Eineinhalbrichtungswagen mit beidseitigen Einstiegen und nur je einem Führerstand.
In Wien erhielten sowohl die Steuer- als auch die Triebwagen einen Stromabnehmer vom Typ Stemann BS 22N, gekuppelt wurde mittels Scharfenbergkupplung.
Der Antrieb erfolgte von zwei im Triebdrehgestell gelagerten Tatzlager-Fahrmotoren mit einer Leistung von je 74 kW, welche über eine elektromagnetische Schützensteuerung angesteuert wurden. Der über einen Knüppel bediente Fahrschalter von Siemens besaß 20 Fahr- und 15 Bremsstufen. Die Höchstgeschwindigkeit der Fahrzeuge betrug 70 km/h. Gebremst wurde mittels einer Generatorischen Bremse und einer Druckluftbremse, welche sowohl elektrisch als auch mittels Führerbremsventils angesteuert werden konnte. Der Fahrgastraum bot bei beiden Bauarten je 34 Sitz- und 73 Stehplätze.

## Erhaltene Fahrzeuge
Bis auf zwei Fahrzeuge wurden alle Wagen dieser Type verschrottet.
Die Triebwagen 13, 15 und 19 gelangten nach Köln zurück, wo zwei Fahrzeuge unter Zuhilfenahme eines Ersatzteilspenders wieder fahrfähig hergerichtet wurden. Diese befinden sich mit ihren ursprünglichen Betriebsnummern 1155 und 1159 im Straßenbahn-Museum Thielenbruch.

## Galerie

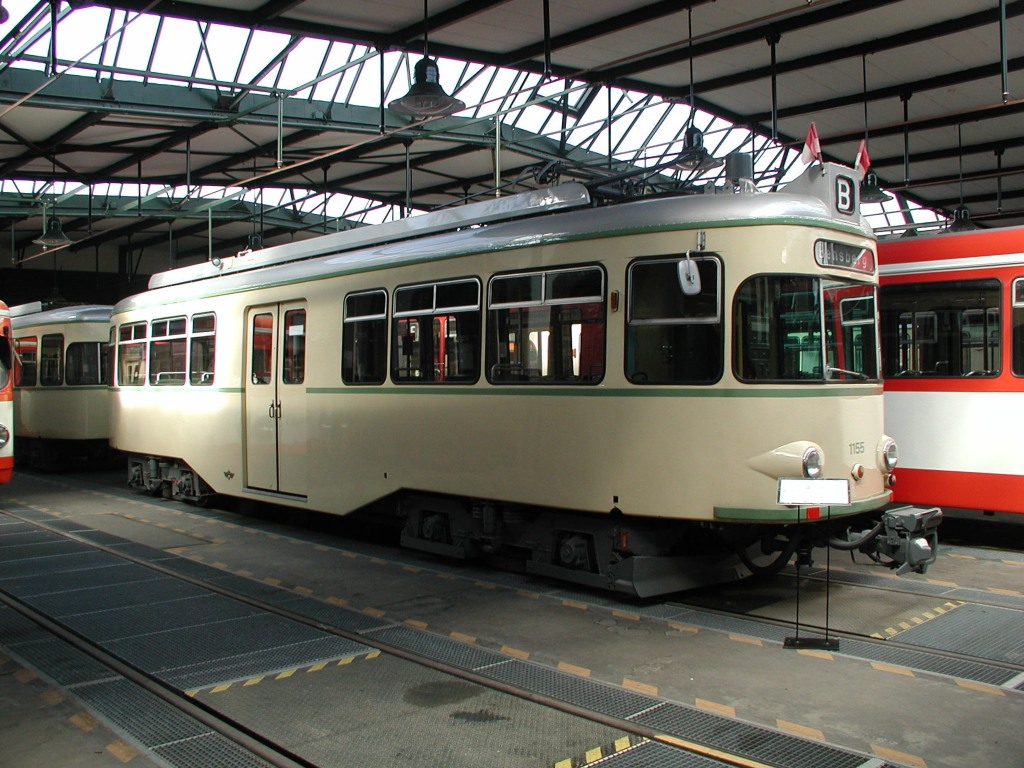
„Paula“ – Triebwagen 1155 im Urzustand im Straßenbahnmuseum Thielenbruch
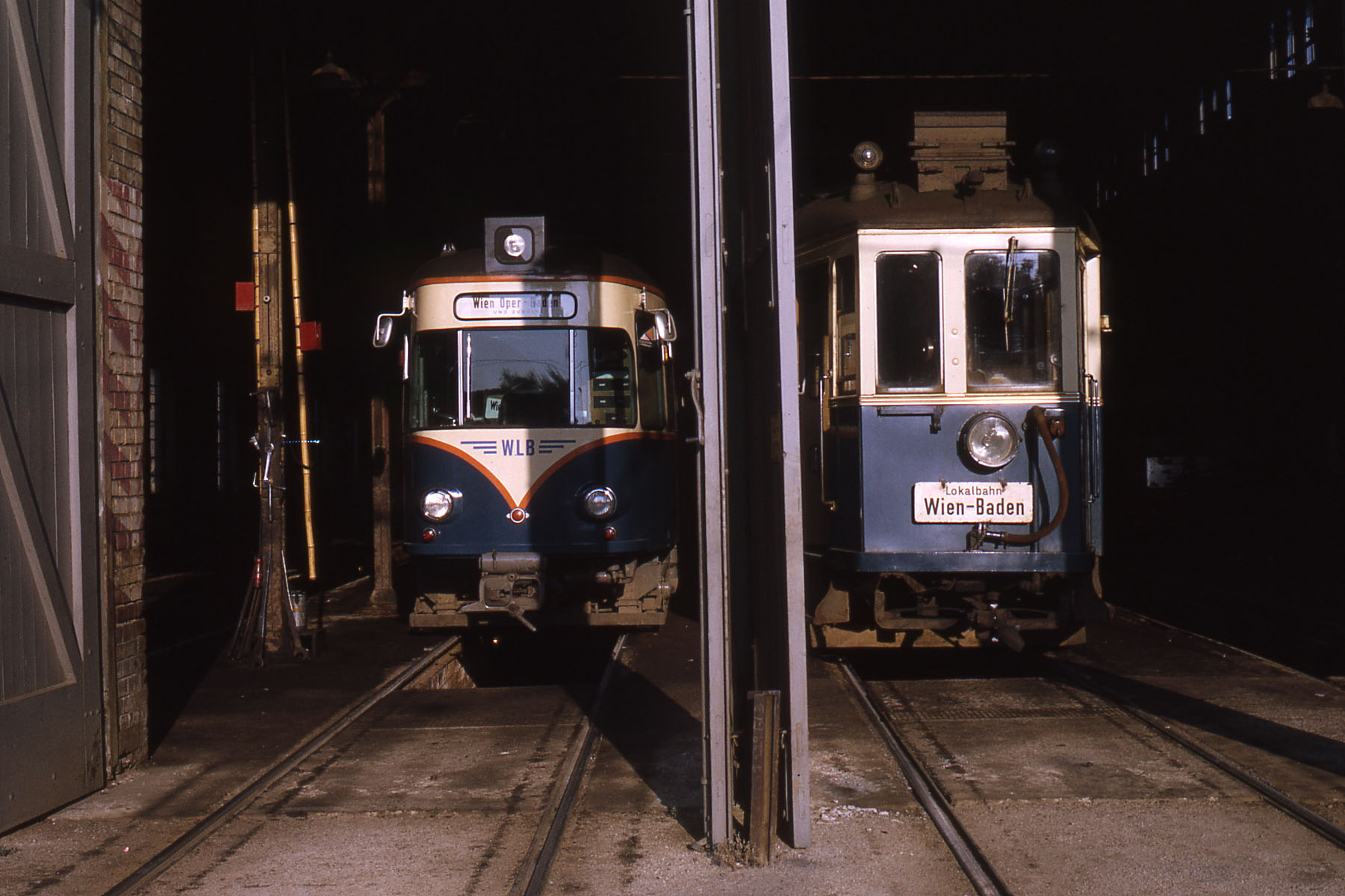
Ein noch relativ frischer „Kölner“ neben einem Triebwagen der Reihe 220/230 (1970) in der Remise Wolfganggasse in Wien
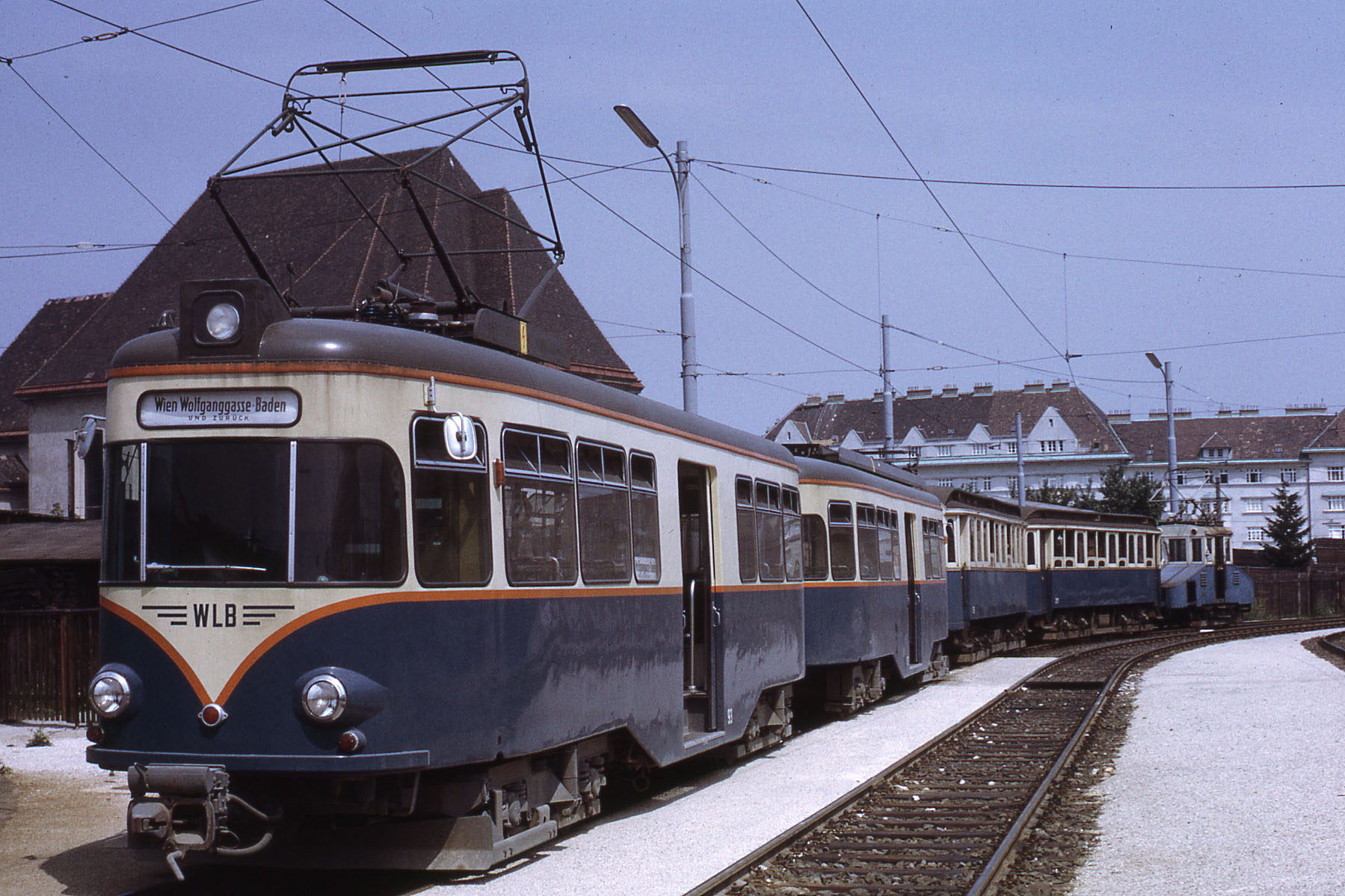
Trieb- und Steuerwagen im Betriebsbahnhof Wolfganggasse (1970)
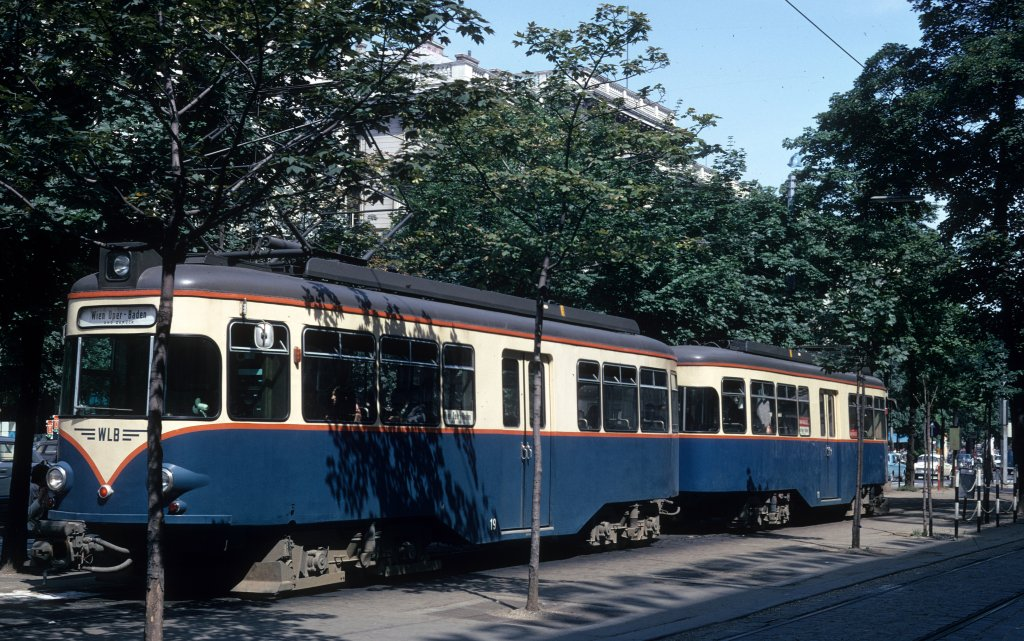
Zweiwagenzug in der Abfahrtsstelle am Opernring (1971)
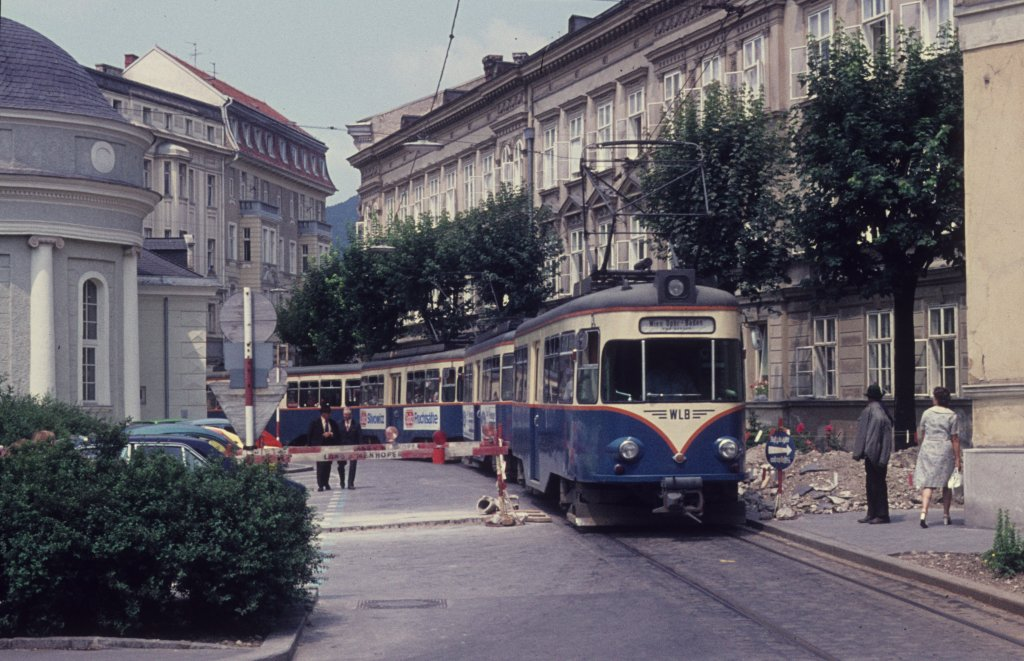
Ein Vierwagenzug erreicht den Josefsplatz in Baden bei Wien (1975)
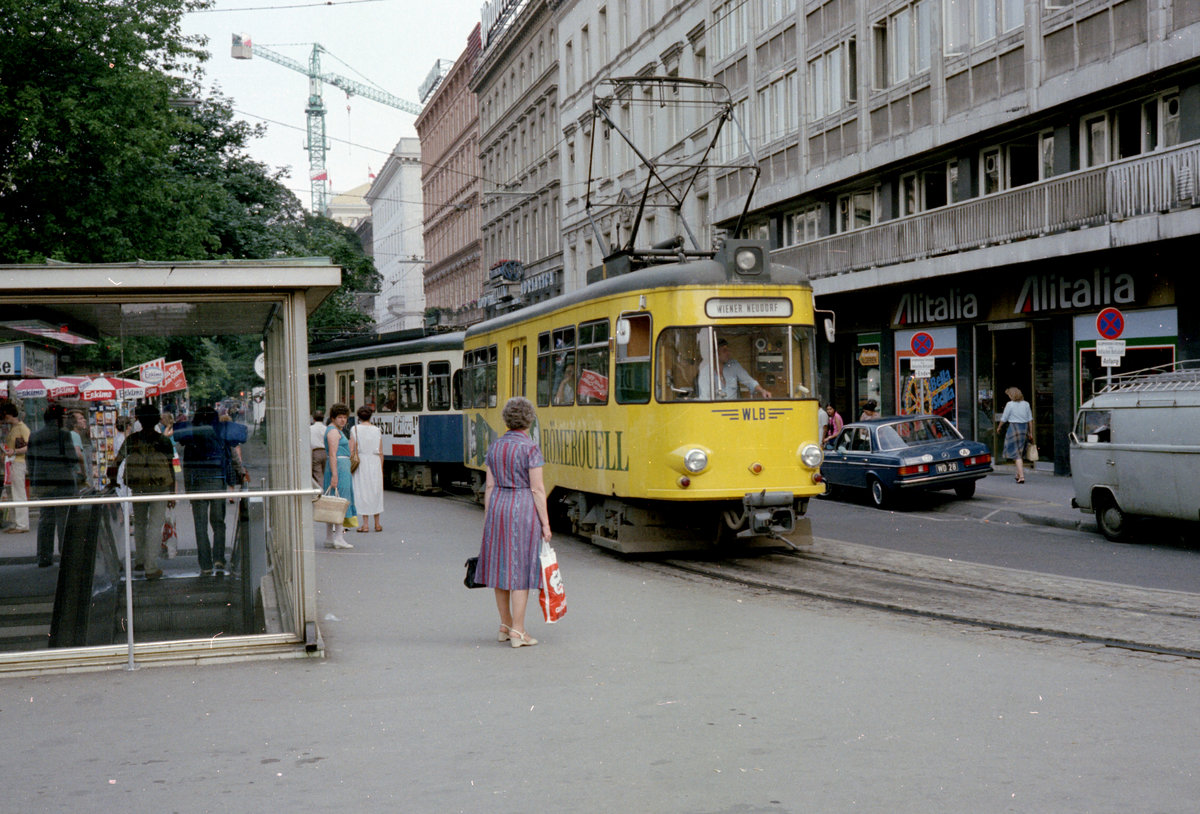
Triebwagen mit Ganzwerbung für Römerquelle auf dem Opernring (1982)
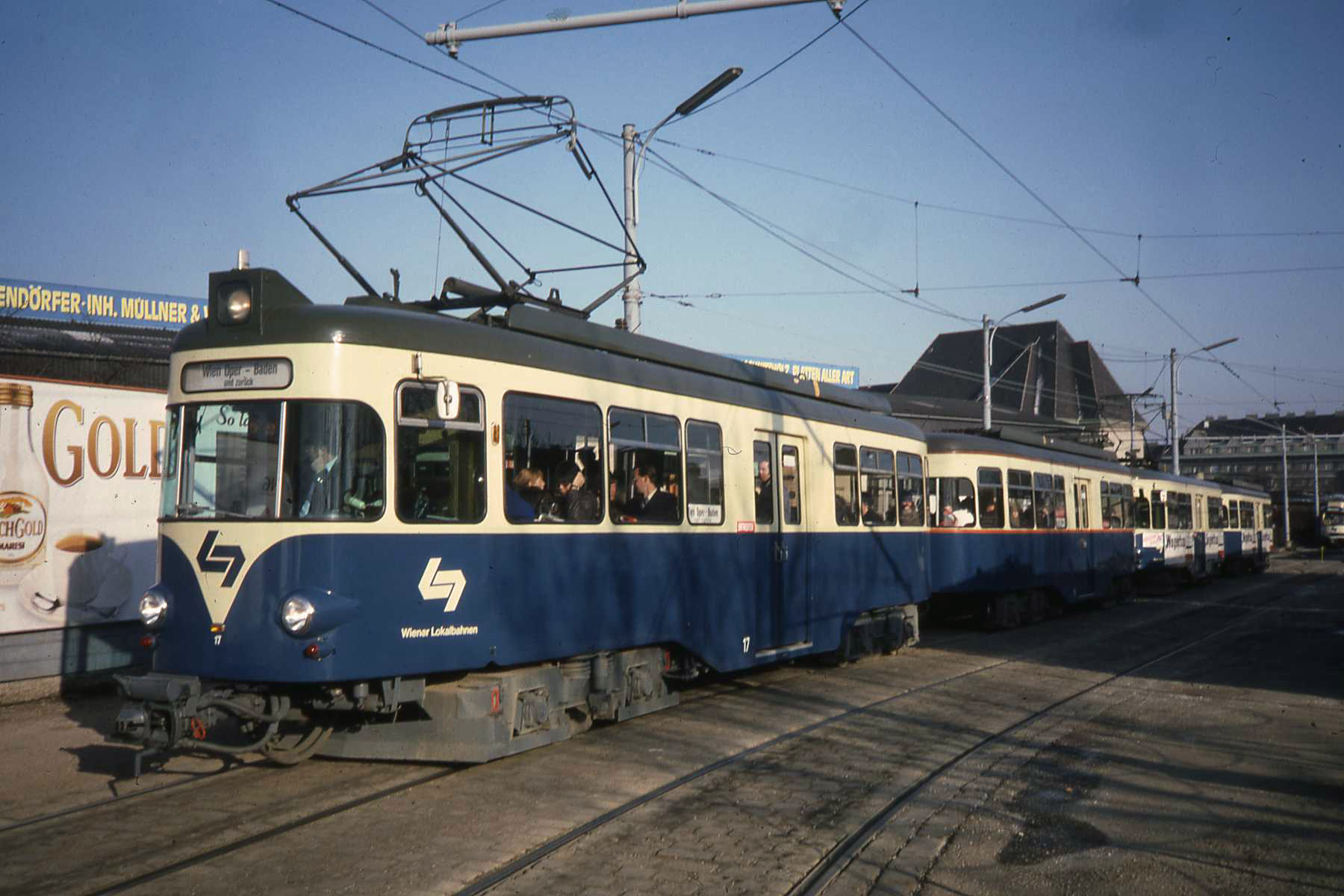
In den 1980er Jahren wurde das Lackierungsschema geändert (1986)
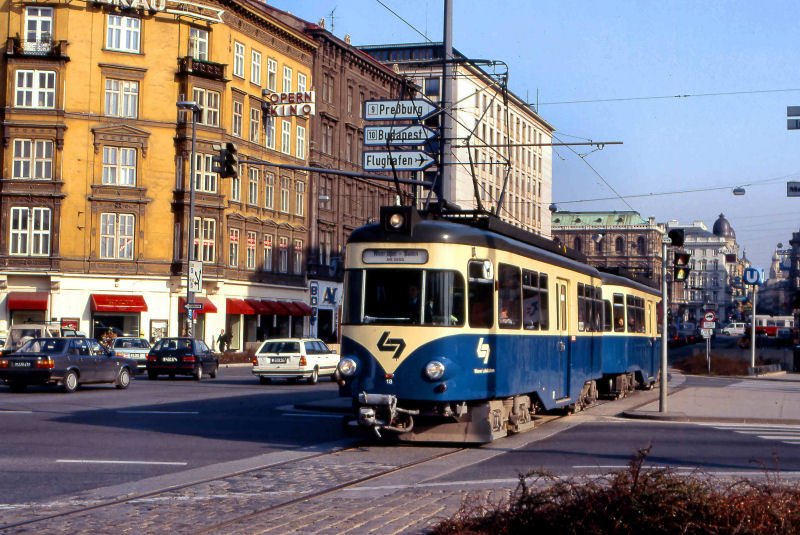
Tw 18 in der letzten Betriebszeit (1990)